# Lascha Guruli
Lascha Guruli (georgisch ლაშა გურული, * 27. August 1996 in Rustawi) ist ein georgischer Boxer.

## Karriere
Lascha Guruli gewann eine Bronzemedaille im Leichtgewicht bei der Jugend-Europameisterschaft 2014 in Zagreb und die Silbermedaille im Halbweltergewicht bei der U22-Europameisterschaft 2017 in Brăila.
Bei den Europameisterschaften 2017 in Charkiw schied er in der Vorrunde gegen Wladislaw Baryshnik aus, gewann jedoch 2018 die Goldmedaille im Halbweltergewicht bei der U22-Europameisterschaft in Târgu Jiu.
2019 nahm er an den Europaspielen in Minsk teil, besiegte im ersten Kampf Dmitri Galagot und verlor anschließend gegen Tuğrulhan Erdemir. Er startete dann noch bei der Weltmeisterschaft 2019 in Jekaterinburg, wo er Sajjad Kazemzadeh und Abdurachman Abdurachmanow besiegen konnte, ehe er im Achtelfinale gegen Pat McCormack unterlag.
Bei der europäischen Olympiaqualifikation 2021 in London verlor er in der Vorrunde gegen Gabil Mamedow, erkämpfte jedoch eine Bronzemedaille im Weltergewicht bei der Weltmeisterschaft 2021 in Belgrad. Nach Siegen gegen Rashield Williams, Michal Takács, Moslem Maghsoudi und Kevin Hayler Brown, konnte er aufgrund einer Verletzung nicht zu seinem Halbfinalkampf gegen Omari Jones antreten und schied daher kampflos durch Walkover im Halbfinale aus.
Bei der Europameisterschaft 2022 in Jerewan gewann er die Silbermedaille und bei der Weltmeisterschaft 2023 in Taschkent eine Bronzemedaille. Eine weitere Silbermedaille gewann er bei den Europaspielen 2023 in Krakau und der Europameisterschaft 2024 in Belgrad.
Im Juli 2024 startete er bei den Olympischen Spielen in Paris und siegte gegen Malik Hasanow und Bazarbay Mukhammedsabyr, ehe er im Halbfinale mit einer Bronzemedaille gegen Erislandy Álvarez ausschied.